# Кіт А. Гласко
Кіт Александер Гласко (англ. Keith Alexander Glascoe; 9 грудня 1962, Сан-Франциско — 11 вересня 2001, Нью-Йорк) — американський актор та пожежник. Найбільше відомий за роллю Бенні, одного з поплічників Нормана Стенсфілда у фільмі Люка Бессона «Леон».
Загинув під час теракту 11 вересня 2001 року у Нью-Йорку.

## Біографія
Народився у Сан-Франциско. З самого дитинства Гласко вирізнявся великою статурою. У віці 8 років почав грати в американський футбол, згодом ставши гравцем клубу «Нью-Йорк Джетс». Крім того, Гласко проявляв себе як професійний актор, знімаючись в рекламних роликах та кінофільмах, паралельно працюючи пожежником у Пожежному департаменті Нью-Йорка.

### Смерть

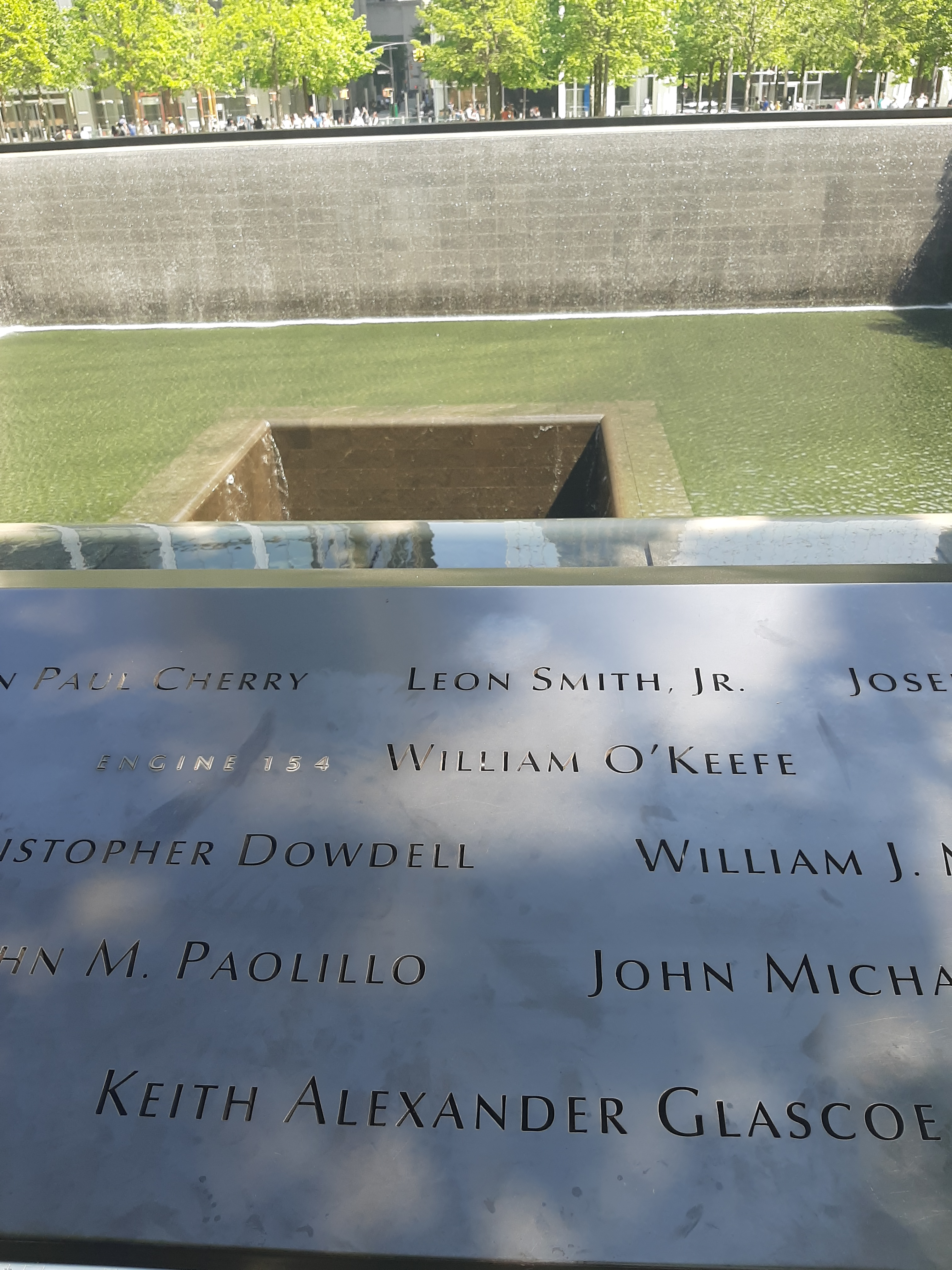
Ім'я Кіта А. Гласко серед інших жертв теракту, Національний музей і меморіал 11 вересня (2022)

11 вересня 2001 року, після влучання літаків у вежі-близнюки Всесвітнього торгового центру, Гласко разом з пожежною групою вирушив у Південну вежу щоб врятувати людей. В цей момент вежа впала, а Гласко та інші пожежники загинули під завалами.
У Гласко залишилось двоє синів та дружина Вероніка, яка на момент смерті чоловіка була вагітна третьою дитиною.

## Фільмографія
- Дотті отримує по сідницях — силач у мріях
- Леон — Бенні
- Атака на острів Диявола — Карл
- Центральна вулиця, 100 — заручник
- Пірати Центрального парку — поліцейський